# Instituto Tecnológico Superior Zacatecas Sur
El Instituto Tecnológico Superior Zacatecas Sur, cuyas siglas institucionales son ITSZaS, es una institución pública de educación superior localizada al sur del estado de Zacatecas en el municipio de Tlaltenango de Sánchez Román, fundado en febrero de 1992.
1. Actualidad
Actualmente, el Instituto Tecnológico Superior Zacatecas Sur imparte 6 carreras.
2. Carreras Ofertadas
- Ingeniería en Sistemas Computacionales
- Ingeniería en Gestión empresarial
- Ingeniería en Electromecánica
- Ingeniería en Administración
- Contaduría Pública
- Ing. Industrial
3. Mascota
Un Zorro es la mascota designada para este Instituto ya que antes eran una especie que habitaba el lugar donde se encuentra el tecnológico de Tlaltenango.